# Три смерти Бена Бакстера
«Три смерти Бена Бакстера» (англ. The Deaths of Ben Baxter) — фантастический рассказ Роберта Шекли, написанный в 1957 году и впервые опубликованный в сборнике «Лавка бесконечности» в 1960 году.

## Сюжет
Смерть Бена Бакстера спустя многие годы приведет к гибели человечества, поэтому Всемирный планирующий совет принимает решение вернуться в прошлое и изменить его так, чтобы Бакстер не погиб. Есть три возможных исторических линии развития, но в каждой из них Бакстер умирает после встречи с человеком по имени Нед Бринн. Совет направляет в каждую из линий команду, которая должна остановить Бринна и тем самым спасти Бакстера, если хоть одна из них преуспеет, то соответствующая линия будет выбрана основной, и человечество выживет. Однако, хотя каждой команде удается изменить ход событий, Бакстер неизменно погибает.